# Fusobacterium
Fusobacterium este un gen de bacterii obligat anaerobe, Gram-negative, nesporulate, aparținând grupei Gracilicutes. Celulele individuale sunt bacili subțiri, în formă de tijă, cu capete ascuțite. Genul Fusobacterium a fost descoperit în 1900 de Courmont și Cade și reprezentanții sunt comuni în flora bacteriană umană.
Tulpinile de Fusobacterium pot provoca totuși câteva boli și infecții la om, inclusiv boli parodontale, sindromul Lemierre, infecții orale, ale capului și gâtului, precum și cancer colorectal și ulcere cutanate topice.